# Fernseea
Fernseea Baker é um género botânico pertencente à família Bromeliaceae, subfamília Bromelioideae.
O gênero foi nomeado em homenagem ao médico e botânico alemão  Dr. Heinrich Ritter Wawra von Fernsee (1831-1887).
Endêmicas no Brasil, sòmente duas espécies são conhecidas.

## Espécies
- Fernseea bocainensis Pereira & Coutinho
- Fernseea itatiaiae (Wawra) Baker